# 메이테쓰 히로미선
히로미 선(일본어: 広見線)은 일본 아이치현 이누야마시의 이누야마 역과 기후현 가니시의 신카니 역을 경유해서 가니군 미타케정에 위치한 미타케역을 잇는 나고야 철도의 철도 노선이다.

## 노선 정보
- 노선 거리 (영업 거리) : 22.3 km
- 궤간 : 1067mm
- 역 수 : 11개 역 (기.종점역 포함)
- 복선화 구간 : 이누야마 역 - 신카니 역 간
- 전철화 구간 : 전 구간 전철화 (직류 1500V)
- 폐색 방식 : 자동 폐색식
- 교환 가능역 : 아케치 역
- 최고 속도 : 90 km/h (이누야마 역 - 신카니 역 간)
- 최소 곡선 반경 : 160m

## 역 목록
| 역 번호 | 역명               | 일어 역명      | 역간 거리 | 영업 거리 | 특 급 | 뮤 스 카 이 | 접속 노선                             | 소재지   | 소재지     | 소재지     |
| ------- | ------------------ | -------------- | --------- | --------- | ----- | ----------- | ------------------------------------- | -------- | ---------- | ---------- |
| IY15    | 이누야마           | 犬山           | -         | 0.0       | ●     | ●           | 나고야 철도 ■ 이누야마선 · ■ 고마키선 | 아이치현 | 이누야마시 | 이누야마시 |
| HM01    | 도미오카마에       | 富岡前         | 1.9       | 1.9       | ｜    | ｜          |                                       | 아이치현 | 이누야마시 | 이누야마시 |
| HM02    | 젠지노             | 善師野         | 2.1       | 4.0       | ｜    | ｜          |                                       | 아이치현 | 이누야마시 | 이누야마시 |
| HM03    | 니시카니           | 西可児         | 3.7       | 7.7       | ●     | ●           |                                       | 기후현   | 가니시     | 가니시     |
| HM04    | 가니가와           | 可児川         | 2.0       | 9.7       | ●     | ●           |                                       | 기후현   | 가니시     | 가니시     |
| HM05    | 니혼라인이마와타리 | 日本ライン今渡 | 2.5       | 12.2      | ●     | ●           |                                       | 기후현   | 가니시     | 가니시     |
| HM06    | 신카니             | 新可児         | 2.7       | 14.9      | ●     | ●           | 도카이 여객철도 ■ 다이타선 (가니역)   | 기후현   | 가니시     | 가니시     |
| HM07    | 아케치             | 明智           | 3.5       | 18.4      |       |             |                                       | 기후현   | 가니시     | 가니시     |
| HM08    | 고도               | 顔戸           | 1.6       | 20.0      |       |             |                                       | 기후현   | 가니군     | 미타케정   |
| HM09    | 미타케구치         | 御嵩口         | 1.7       | 21.7      |       |             |                                       | 기후현   | 가니군     | 미타케정   |
| HM10    | 미타케             | 御嵩           | 0.6       | 22.3      |       |             |                                       | 기후현   | 가니군     | 미타케정   |